# To już jest koniec (film Setha Rogena i Evana Goldberga)
To już jest koniec (ang. This Is the End) – amerykańska komedia z 2013 roku, debiut reżyserski Setha Rogena, nakręcony wspólnie z Evanem Goldbergiem. W filmie Seth Rogen, Jay Baruchel, James Franco, Jonah Hill, Danny McBride oraz Craig Robinson grają fikcyjne wersje samych siebie. W wielu mniejszych rolach typu cameo pojawiają się między innymi Michael Cera, Emma Watson, Rihanna oraz zespół Backstreet Boys.
Chociaż akcja filmu rozgrywa się w Los Angeles, większość zdjęć kręcono w Nowym Orleanie ze względu na obowiązujące tam wówczas ulgi podatkowe.

## Opis fabuły
Jay Baruchel przylatuje do Los Angeles aby odwiedzić swojego starego przyjaciela Setha Rogena. Seth zabiera go na przyjęcie do nowego domu Jamesa Franco gdzie Jay czując się nieswojo wśród wielu gwiazd których nie zna zbyt dobrze, pod pretekstem wyjścia po papierosy wychodzi z przyjęcia wraz z Rogenem udając się do pobliskiego sklepu. Gdy są na miejscu dochodzi do trzęsienia ziemi a niebieskie światło unosi wielu ludzi do nieba.
Dwójka przyjaciół wraca na przyjęcie na którym nieświadomi zaistniałych wydarzeń goście bawią się dalej. Ignorując trzęsienie ziemi którego nie odczuli nabijają się z Jaya mówiącego o niebieskim świetle, myśląc że była to tylko halucynacja. Seth który nie widział tego ponieważ został powalony na ziemię przez wstrząsy nie potwierdza wersji Jaya. Kilka chwil później dochodzi do kolejnego trzęsienia i wszyscy wybiegają na zewnątrz aby zobaczyć Hollywood Hills w ogniu. Ziemia otwiera się pod nimi i wielka dziura pochłania większość bawiących się celebrytów, m.in. Rihannę i Aziza Ansariego.
Przy życiu pozostają Rogen, Baruchel, Franco, Hill i Robinson którzy barykadują się w domu Jamesa z niewielkim zapasem żywności, wody. Rano okazuje się, że Danny McBride który pojawił się na przyjęciu bez zaproszenia spał w łazience i nie wiedząc nic o apokaliptycznych wydarzeniach które miały miejsce poprzedniej nocy zużywa większość zgromadzonych zapasów na śniadanie. Zaczyna wierzyć w historię, dopiero gdy na ich oczach jedna z osób która przeżyła i próbuje dostać się do środka ginie gdy nieznana istota porywa jego ciało zostawiając wewnątrz budynku jedynie urwaną głowę.
Później do domu Franco powraca Emma Watson która także przeżyła i szuka schronienia. Podsłuchując rozmowę pozostałych dochodzi do wniosku, że chcą oni ją zgwałcić i opuszcza budynek zabierając ze sobą resztki zapasów wody.
Robinson w drodze losowania zostaje wytypowany do wyjścia na zewnątrz i przyniesienia wody z piwnicy budynku. Zostaje on zaatakowany przez bestie i ucieka wracają do domu z pustymi rękami. Po tym wydarzeniu zaczyna on wierzyć Jayowi, że ma miejsce biblijna apokalipsa. Cała grupa na zmianę próbuje skuć podłogę aby dostać się do piwnicy co udaje im się po czym postanawiają oni racjonować wodę. McBride nie stosując się do tego marnuje sporą część zapasu, przez co Franco postanawia wyrzucić go z domu. Po burzliwej dyskusji Danny opuszcza budynek stwierdzając, że nie zostaje wyrzucony i jest to jego decyzja aby opuścić pozostałych. Przed wyjściem ujawnia, że Baruchel był w Los Angeles dwa miesiące wcześniej nie odwiedzając w tym czasie Rogena i ukrywając ten fakt przed nim. Wywołuje to kryzys przyjaźni między Jayem i Sethem.
Nocą Jonas modli się o śmierć Jaya i zostaje zgwałcony przez bestie. Na drugi dzień po ponownym losowaniu Rogen odmawia udania się po zapasy do sąsiedniego budynku i zostaje zastąpiony przez Baruchela. Robinson zgłasza się na ochotnika aby towarzyszyć Jayowi. Na miejscu zostają oni zaatakowani przez bestie jednak udaje im się uciec. W międzyczasie opętany Hill atakuje Jamesa i Setha którzy przywiązują go do łóżka. Podczas próby egzorcyzmów dochodzi do kłótni między Baruchelem i Rogenem i przewracają oni świece która powoduje pożar który niszczy dom oraz zabija opętanego Jonaha.
Pozostała przy życiu czwórka postanawia uciec należącą do Franco Toyotą Prius która okazuje się być pilnowana przez demona. Robinson postanawia poświęcić się aby reszta mogła dostać się do samochodu. Tuż przed tym jak ma zostać zabity przez bestie niebieskie światło które widział wcześniej Jay unosi go do nieba.
Pozostała trójka ucieka jednak ich samochód zostaje uderzony przez opancerzony samochód kempingowy. Jak się okazuje jest to samochód grupy kanibali dowodzonych przez Danny'ego McBride'a. Franco poświęca się aby pozostała dwójka mogła uciec i niebieskie światło zaczyna go unosić jednak przeklina on i wyzywa McBride co powoduje, że promień znika i spada on w ręce kanibali którzy go zjadają.
Jay i Seth podczas ucieczki zostają zaatakowani przez demona i gotowi na śmierć godzą się między sobą za co Baruchel zostaje wzięty do nieba. Rogen który nie zostaje porwany przez niebieski promień trzyma rękę Jaya jednak postanawia puścić ją kiedy zauważa, że nie mogą oni wejść do nieba razem. Gest ten sprawia, że Seth także zostaje uniesiony przez niebieski promień i obydwoje lądują w niebie gdzie zostają przywitani przez Robinsona który mówi, że w niebie spełniają się wszystkie życzenia. Jay życzy sobie zespołu Backstreet Boys i film kończy się wykonaniem przez nich utworu Everybody (Backstreet’s Back).

## Obsada
- Jay Baruchel jako on sam
- Seth Rogen jako on sam
- James Franco jako on sam
- Jonah Hill jako on sam
- Danny McBride jako on sam
- Craig Robinson jako on sam
- Michael Cera jako on sam
- Emma Watson jako ona sama
- Rihanna jako ona sama
- Christopher Mintz-Plasse jako on sam
- Channing Tatum jako on sam
- David Krumholtz jako on sam
- Mindy Kaling jako ona sama
- Aziz Ansari jako on sam
- Backstreet Boys jako oni sami

i inni.